# Grabie (województwo mazowieckie)
Grabie – wieś sołecka w Polsce położona w województwie mazowieckim, w powiecie płońskim, w gminie Nowe Miasto.  Leży nad Soną dopływem Wkry.
W latach 1975–1998 miejscowość administracyjnie należała do województwa ciechanowskiego.